# François Remetter

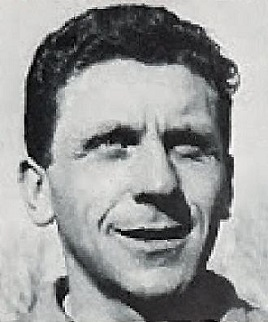
François Remetter (in den 1950er Jahren)

François Joseph Remetter (* 8. August 1928 in Strasbourg; † 30. September 2022 ebenda) war ein französischer Fußballspieler.

## Die Vereinskarriere
Remetter spielte als Jugendlicher zunächst im Sturm, bevor er ein erfolgreicher Torwart wurde und bereits 1947 seinen ersten Titel errang: Er wurde mit der französischen Auswahl Weltmeister der Militärmannschaften. Da er danach auch schnell in die französische Amateurnationalmannschaft aufrückte, interessierte sich mit dem FC Metz ein Profiverein für den jungen Elsässer. Metz verhalf er zum sofortigen Wiederaufstieg in die höchste Spielklasse (Division 1), wo er danach auch beim FC Sochaux-Montbéliard spielte. Für FC Grenoble und Girondins Bordeaux spielte er in der zweiten Liga – obwohl er bereits Nationaltorhüter und Weltmeisterschaftsteilnehmer war. Zwischen 1957 und 1960 wechselte François Remetter jährlich den Verein, bevor er in seine Heimatstadt zurückkehrte und vier Jahre bei Racing Strasbourg spielte. Dann zog es das „verrückte Genie“, wie ihn sein Trainer in Metz tituliert hatte, noch einmal nach Limoges, bevor er seine Karriere bei Vauban Strasbourg ausklingen ließ und mit fast 40 Jahren seine Karriere beendete. France Football setzte ihn im Oktober 2006 auf Platz 10 der Bestenliste französischer Torhüter aller Zeiten.

### Stationen im Überblick
- (als Jugendlicher und Amateur) Strasbourg Olympique Club, danach RC Strasbourg
- Le Thillot (eine Kleinstadt in den Vogesen), während seines Wehrdienstes
- 1950–1953: FC Metz
- 1953–1954: FC Grenoble
- 1954–1957: FC Sochaux-Montbéliard
- 1957–1958: Girondins Bordeaux
- 1958–1959: Limoges FC
- 1959–1960: Le Havre AC
- 1960–1964: RC Strasbourg
- 1964–1966: FC Limoges
- 1966–1968: Pierrots Vauban Strasbourg

## Der Nationalspieler
Zwischen Juni 1953 und Dezember 1959 bestritt François Remetter insgesamt 26 Länderspiele in der Équipe Tricolore und gehörte bei den Weltmeisterschaften 1954 und 1958 zum französischen Aufgebot (jeweils zwei WM-Qualifikations- und zwei Endrundenspiele). Bei der WM 1958 lieferte er in den ersten beiden Spielen eine schwache Leistung ab und wurde dann durch Claude Abbes ersetzt, der den Rest des Turnieres im Tor stand.

## Erfolge
- 1949: Gewinn der Fußball-Militärweltmeisterschaft mit Frankreich
- 1958: WM-Dritter mit Frankreich
- 1961: Finalist um die Coupe Charles Drago mit Strasbourg[1]